# Windows Live Toolbar
Windows Live Toolbar é a barra de ferramentas para pesquisar no motor de busca Windows Live. Ao contrário da barra de MSN Toolbar, o filtro anti-phishing já não é um plug-in, mas está presente e ativado por defeito. Faz parte dos serviços Windows Live oferecidos pela Microsoft. A barra de ferramentas Windows Live requer o Windows 2000 ou XP ou Server 2003 e o Microsoft Internet Explorer 6. Nesta barra pode aceder a notícias e imagens publicadas pelos seus contactos, e-mail, opções de calendário, MSN, etc.